# Kasenyi (république démocratique du Congo)
Pour les articles homonymes, voir Kasenyi.
Kasenyi, parfois Kiseny, est une localité du territoire d'Irumu, en république démocratique du Congo.

## Histoire
En 1921, la ville est décrite ainsi par un voyageur venu de Rhodésie :
« Kasenyi found to be a collection of wattle and daub huts placed close to the lake—an eight-mile plain covered with high grass and thick scrub extending to the foot of the escarpment, which runs the full length of the lake, rising to a height of from 5,000 to 6,000 feet. This place is very hot and extremely unhealthy, and one could not help feeling sorry for the few Belgian officials who are here running the post office, customs house, and the Kilo mines transport. »
— H.C. Fletcher, A visit to Kilo goldmines

« Kasenyi se trouve être une collection de huttes en torchis situées près du lac, une plaine de huit miles couvertes de hautes herbes et de broussailles épaisses s'étendant jusqu'au pied de l'escarpement, qui s'étend sur toute la longueur du lac, atteignant une hauteur de 5 000 à 6 000 pieds. Cet endroit est très chaud et extrêmement insalubre, et on ne peut s'empêcher d'être désolé pour les quelques fonctionnaires belges qui s'occupent ici de la poste, de la douane et du transport des mines de Kilo. »
— A visit to Kilo goldmines